# عبدالعزیز الکواری
عبدالعزیز الکواری (انگلیسی: Abdulaziz Al-Kuwari؛ زادهٔ ۱۳ نوامبر ۱۹۷۹) راننده رالی اهل قطر است.